# Partícula de reconocimiento de señal

## Introducción

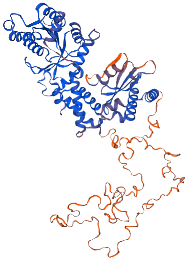
Diagrama de cintas del receptor

La partícula de reconocimiento de señal (en su sigla inglesa SRP, Signal Recognition Particle) es una ribonucleoproteína implicada en la destinación intracelular de proteínas, que fue descubierta y aislada por Peter Walter y sus colaboradores en 1980. 

## Estructura
La partícula de reconocimiento de señal es una ribonucleoproteína que está formada por seis cadenas de polipéptidos ((SRP9, SRP14, SRP19, SRP54, SRP68 i SRP72) unidas a una pequeña molécula de ARN (ribozima, un ARN con actividad catalítica).

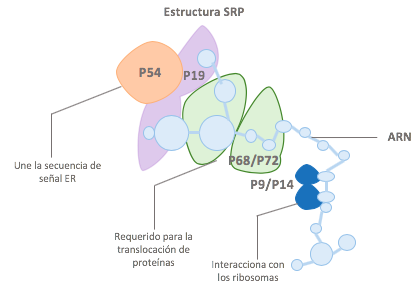
Imagen gráfica estructura SRP

Una ribonucleoproteína es una nucleoproteína que contiene ARN, es decir, es un compuesto que combina tanto ácido ribonucleico como proteína. Son uno de los componentes principales del nucleoplasma.  
Las ribonucleoproteínas tienen un dominio estructural que se une al ARN. Los residuos de aminoácidos aromáticos son los responsables de las interacciones con el ARN y el consecuente apilamiento que se forma.  A su vez, los residuos de lisina en la porción helicoidal de las proteínas que se unen al ARN ayudan a estabilizar las interacciones con los ácidos nucleicos. Estas uniones son fortalecidas por atracciones electrostáticas entre las cadenas laterales de lisina con carga positiva y el esqueleto de fosfatos de ácidos nucleicos.  

## Función
Su función la encontramos en la síntesis de las proteínas de la membrana celular, del lisosoma o de proteínas que serán exocitadas al medio externo. La SRP permite que la traducción de las proteínas iniciada en el citoplasma continúe en el retículo endoplasmático rugoso al ser reconocida por la SRPR (receptor de la partícula de reconocimiento de señal).
Se ha estudiado que la partícula reconoce un péptido señal compuesto por una secuencia de ocho ( o más) aminoácidos hidrofóbicos en el centro. La partícula tiene una región que reconocerá este péptido señal, ya que dicha región está compuesta por metionina. La metionina se caracteriza porque sus residuos no presentan ramificaciones y son flexibles, permitiendo que la partícula reconozca señales hidrofóbicas de distinta secuencia.

## Mecanismo
La síntesis de proteínas destinadas a la secreción o la integración de la membrana empieza en los ribosomas citoplasmáticos con el proceso de traducción del ARNm. La partícula se una a la secuencia señal hidrofóbica sintetizada que se encuentra en la secuencia de péptidos que están emergiendo del ribosoma por el proceso de traducción.  La unión detiene de forma transitoria la traducción. Este hecho permite que la partícula de reconocimiento de señal interaccione con un receptor ubicado en la membrana del retículo endoplasmático rugoso, el receptor de partículas de reconocimiento de señal o SRPR. Al ocurrir esto, se reanuda la traducción con el ribosoma y  el complejo SRP-Ribosoma es transferido a un translocador de proteínas o translocon, que inserta el péptido en la bicapa lipídica, translocándolo en la membrana del retículo endoplasmático rugoso y continuando así su traducción.

## Receptor de partículas de reconocimiento de señales (SRPR)[5]
La partícula de reconocimiento de señal es indentificada por el receptor de partículas de reconocimiento de señal (SRPR) también llamado proteína de acoblamiento. Se compone de una secuencia de ocho o más aminoácidos hidrofóbicos en el centro y de dos subunidades distintas asociadas al retículo endoplasmático de mamíferos.
El receptor eucariótico es un heterodímero de SR-alfa (70 kDa) y SR-beta (25 kDa) y ambos contienen un dominio de unión a GTP mientras que el receptor procariótico solo comprende el monómero FTSY homólogo a SR-alfa asociado a la membrana. La función de SR-alfa es regular la orientación de los complejos polipeptidicos.
Durante el proceso de traducción de ARNm, sucede una unión entre la SRP y el péptido señal (a través del dominio de la derecha) que para por un tiempo la traducción (éste, mediado por la acción de la secuencia Alu del ARN 7SL -dominio izquierda-). Su función es impedir que se finalice la síntesis de la proteína en un sitio equivocado, así como un mal plegamiento de la cadena polipeptídica.  La partícula se une a una región del péptido, parando el proceso de traducción. Esta pausa permite que la SRP sea  aceptada por el receptor del retículo endoplasmático rugoso, cuando esto pasa el complejo SRP-ribosoma,mediante un translocador, se sitúa en la membrana del retículo endoplasmático rugoso  y posteriormente se continúa la traducción. Una vez libre, la SRP puede volver a utilizarse (ciclo de la SRP).

## Enfermedades relevantes relacionadas con la partícula de reconocimiento de señal
Las enfermedades relacionadas con la partícula de reconocimiento de señal parten de la acción de su anticuerpo, el anti-SRP. La primera vez que fue detectado este anticuerpo fue en pacientes con polimiositis típica ( debilidad muscular debida a una enfermedad inflamatoria). También se utiliza de marcador en la miopatía necrotizante ya que se ha demostrado que el anticuerpo anti-SRP se asocia de manera significativa con dicha enfermedad.  Recientemente se ha descubierto que la enfermedad pulmonar intersticial (grupo de patologías de los pulmones que les causan inflamación o cicatrización) es una posible manifestación del síndrome de anticuerpos contra partículas de reconocimiento de señal. Esta relación se encontró porqué pacientes con enfermedad pulmonar intersticial desarrollaban miopatía necrotizante. Aunque la frecuencia de ILD se considera baja en pacientes con anticuerpos anti-SRP, un estudio reciente analizó 100 pacientes japoneses con el anticuerpo mostrando una frecuencia relativamente alta del 20% de presencia de anti-SRP en pacientes con ILD. Esos resultados mostraron la importancia clínica de la ILD en pacientes con anticuerpos anti-SRPR. 